# Economista
Economista é o profissional que pretende compreender, e estudar os fenómenos e processos históricos acerca do colectivo e dos indivíduos, instituições, e os fenómenos económicos e socioeconómicos. 

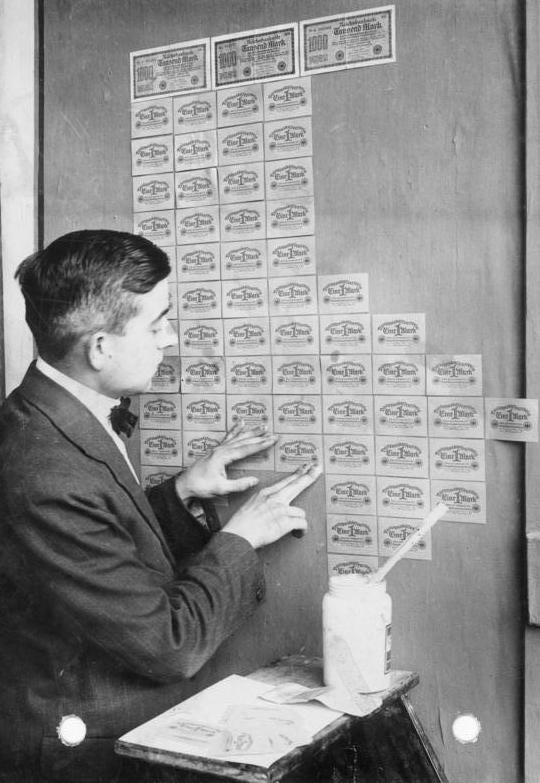
Exemplo histórico de hiperinflação na Alemanha (1923): notas usadas como papel de parede — fenômeno analisado por economistas.

Basicamente, o trabalho de um economista é fundamentado na pesquisa sobre a maneira que sociedade produz, distribui e consome bens materiais e serviços. Nesse sentido, estuda a alocação eficiente dos recursos escassos entre as inúmeras possibilidades de decisão, por isso também lida permanentemente com a escassez.

## Etimologia
A palavra economia deriva do grego oikonomía: em que oikos – casa, moradia; e nomos – administração, organização, distribuição. Deriva também do latim oeconomìa: disposição, ordem, arranjo.

## Profissão
Ele realiza estudos e análises de mercado e pode lidar tanto com questões econômicas em grande escala, nacionais e internacionais, como com projetos de investimentos de pequenas empresas. O economista encontra oportunidades de emprego em empresas privadas, em órgãos públicos e também no terceiro setor. No Brasil a profissão de Economista é regulamentada pela Lei 1.411 de 13 de agosto de 1951, e a fiscalização do exercício profissional é realizado pelo Conselho Federal de Economia (COFECON) e pelos Conselhos Regionais de Economia (CORECON). A designação profissional de economista, segundo a referida lei, é privativa dos bacharéis em ciências econômicas diplomados no Brasil.
Na União Europeia a profissão de economista é regulamentada em apenas quatro países: Portugal, Espanha, Grécia e Islândia. 

### Fiscalização da profissão Economista no Brasil
- Lei nº 1.411 de 13/08/1951, cria a fiscalização da profissão Economista e cria o Conselho Federal de Economia (COFECON) com sede em Brasília, (Distrito Federal).
- "Art 1º A designação profissional de Economista, a que se refere o quadro das profissões liberais, anexo ao Decreto-lei nº 5.452, de 1º de maio de 1943 (Consolidação das Leis do Trabalho), é privativa:
- "a) dos bacharéis em Ciências Econômicas, diplomados no Brasil, de conformidade com as Leis em vigor;"
- "Art 3º Para o provimento e exercício de cargos técnicos de economia e finanças, na administração pública, autárquica, paraestatal, de economia mista, inclusive bancos de que forem acionistas os Governos Federal e Estadual, nas empresas sob intervenção governamental ou nas concessionárias de serviço público, é obrigatória a apresentação do diploma de bacharel em Ciências Econômicas, ou título de habilitação  respeitados os direitos dos atuais ocupantes efetivos."
- "Art. 6º São criados o Conselho Federal de Economia (Co.F.Econ), com sede na Capital Federal e os Conselhos Regionais de Economia (Co.R.Econ), de acordo com o que preceitua esta Lei. (Redação dada pela Lei nº 6 021, de 1974) (Vide Lei nº 6 537, de 1978)"
- "Art 14. Só poderão exercer a profissão de economista os profissionais devidamente registrados nos C.R.E.P. pelos quais será expedida a carteira profissional."
- "Parágrafo único. Serão também registrados no mesmo órgão as empresas, entidades e escritórios que explorem, sob qualquer forma, atividades técnicas de Economia e Finanças."
- "Art. 15. A todo profissional devidamente registrado no COFECON será expedida a respectiva carteira de identificação profissional por este órgão, assinada pelo Presidente que constitui prova de identidade para todos o efeitos legais. A carteira de identificação profissional conterá as seguintes indicações: (Redação dada pela Lei nº 6.021, de 1974)."
- "Parágrafo único. A expedição da carteira de identificação profissional é sujeita à taxa de dez por cento do maior salário-mínimo vigente; o registro do profissional a cinqüenta por cento do maior salário-mínimo vigente; e o registro obrigatório da pessoa jurídica, organizada sob qualquer forma para prestar serviços técnicos de Economia, fica sujeito à taxa equivalente ao maior salário-mínimo vigente.(Redação dada pela Lei nº 6.021, de 1974)"
- "Art 16. A carteira profissional servirá de prova para fins de exercício profissional de carteira de identidade e terá fé pública."

#### Fiscalização: COFECON/CORECON (Brasil)
- O Conselho Federal de Economia (COFECON)[7] tem sede em Brasília (Distrito Federal).
- Os Conselhos regionais de economia no Brasil (CORECON) fazem o cadastro do certificado de conclusão de curso superior, e fazem a emissão da carteira de identidade profissional das pessoas, para o exercício legal da profissão de Economista. E a legislação em vigor impõe a fiscalização em profissionais e empresas da área de economia, com punição legal àqueles que trabalharem de forma ilegal.
- Conselhos Regionais de Economia (CORECON)]:

1. Conselho Regional de Economia do Rio de Janeiro (CORECON-RJ)[8]
2. Conselho Regional de Economia de São Paulo (CORECON-SP)[9]
3. Conselho Regional de Economia do Amazonas (CORECON-AM)[10]
4. Conselho Regional de Economia do Distrito Federal (CORECON-DF)[11]
5. Conselho Regional de Economia do Paraná (CORECON-PR)[12]
6. Conselho Regional de Economia do Ceará (CORECON-CE)[13]
7. Conselho Regional de Economia do Rio Grande do Sul (CORECON-RS)[14]
8. Conselho Regional de Economia de Santa Catarina (CORECON-SC)[15]
9. Conselho Regional de Economia de Pernambuco (CORECON-PE)[16]
10. Conselho Regional de Economia de de Rondônia (CORECON-RN)[17]
11. Conselho Regional de Economia de Goiás (CORECON-GO)[18]
12. Conselho Regional de Economia de Roraima (CORECON-RO)[19]
13. Conselho Regional de Economia do Maranhão (CORECON-MA)[20]
14. Conselho Regional de Economia do Piauí (CORECON-PI)[21]
15. Conselho Regional de Economia do Espirito Santo (CORECON-ES)[22]

### Mercado de Trabalho
No mercado de trabalho, uma das principais funções do economista é explicar os fenômenos econômicos usando as ferramentas que a ciência econômica (ou economia) oferece de acordo com cada escola de pensamento.
O campo de atuação do bacharel em ciências econômicas é bastante amplo, englobando todos os setores da economia.
No setor privado, economistas profissionais encontram emprego como consultores, principalmente nos setores bancários e de finanças. As atividades envolvem o estudo da formação de preços de venda, potencialidade de consumo, ponto de equilíbrio, rentabilidade e estratégias para aplicação de recursos financeiros excedentes ou ainda, cálculos para financiamentos de longo prazo, etc.
Já no setor público podem trabalhar em várias agências e departamentos, como o Ministério da Fazenda, Tesouro Nacional, CVM, Banco Central, BNDES, IPEA, COAF, entre outros. Uma atividade de destaque do economista neste setor é o planejamento das políticas governamentais para obtenção da melhoria nas condições de vida da população.
No Brasil a profissão é regulamentada, na União Europeia a profissão de economista é regulamentada em apenas quatro países: Grécia, Espanha, Portugal e Islândia; e a profissão de economista não é regulamentada na maioria esmagadora dos países do mundo. Diferentemente das profissões regulamentadas, tais como engenharia, direito ou medicina, não há uma exigência educacional legalmente exigida ou licença para economistas nos EUA. Na academia, para ser chamado um economista normalmente é necessário ter um mestrado ou um PhD em economia. No governo dos EUA, por outro lado, uma pessoa pode ser contratada como economista desde que tenha uma graduação que inclui ou foi complementada por 21 horas semestrais em economia e três horas em estatística, contabilidade ou cálculo.

## Campo de Atuação
Segundo o artigo 3° do Decreto 31.794 de 17 de dezembro de 1952a "atividade profissional privativa do economista exercita-se, liberalmente ou não por estudos, pesquisas, análises. relatórios, pareceres, perícias, arbitragens, laudos, esquemas ou certificados sobre os assuntos compreendidos no seu campo profissional, inclusive por meio de planejamento, implantação, orientação, supervisão ou assistência dos trabalhos relativos às atividades econômicas ou financeiras, em empreendimentos públicos privados ou mistos, ou por quaisquer outros meios que objetivem, técnica ou cientificamente, o aumento ou a conservação do rendimento econômico".
Conforme o artigo 2° do Decreto 31.794 de 17 de dezembro de 1952,  a profissão de economista, observadas as condições previstas neste Regulamento, se exerce na órbita pública e na órbita privada:
a) nas entidades que se ocupem das questões atinentes à economia nacional e às economias regionais, ou a quaisquer de seus setores específicos, e dos meios de orientá-las ou resolvê-las através das políticas monetária, fiscal, comercial e social;
b) nas unidades econômicas públicas, privadas ou mistas, cujas atividades não se relacionem com as questões de que trata a alínea anterior, mas envolvam matéria de economia profissional sob aspectos de organização e racionalização do trabalho.

### Atividades Reconhecidas no Brasil (mas não necessariamente privativas, segundo a Lei)[37]
Fazem parte do  campo profissional do Economista, segundo a legislação pertinente no país, as seguintes atividades:
- Assessoria, consultoria e pesquisa econômico-financeira;
- Estudos de mercado e de viabilidade econômico-financeira;
- Análise e elaboração de cenários econômicos, planejamento estratégico nas áreas social, econômica e financeira;
- Estudo e análise de mercado financeiro e de capitais e derivativos;
- Estudo de viabilidade e de mercado relacionado à economia da tecnologia, do conhecimento e da informação, da cultura e do turismo;
- Produção e análise de informações estatísticas de natureza econômica e financeira, incluindo contas nacionais e índices de preços;
- Planejamento, formulação, implementação, acompanhamento e avaliação econômico-financeira de política tributária e finanças públicas;
- Assessoria, consultoria, formulação, análise e implementação de política econômica, fiscal, monetária, cambial e creditícia;
- Planejamento, formulação, implementação, acompanhamento e avaliação de planos, programas, projetos de natureza econômico-financeira;
- Avaliação patrimonial econômico-financeira de empresas e avaliação econômica de bens intangíveis;
- Perícia judicial e extrajudicial e assistência técnica, mediação e arbitragem, em matéria de natureza econômico-financeira, incluindo cálculos de liquidação;
- Análise financeira de investimentos;
- Estudo e análise para elaboração de orçamentos públicos e privados e avaliação de seus resultados;
- Estudos de mercado, de viabilidade e de impacto econômico-social relacionados ao meio ambiente, à ecologia, ao desenvolvimento sustentável e aos recursos naturais;
- Auditoria e fiscalização de natureza econômico-financeira;
- Formulação, análise e implementação de estratégias empresariais e concorrenciais;
- Economia e finanças internacionais, relações econômicas internacionais, aduanas e comércio exterior;
- Certificação de renda de pessoas físicas e jurídicas e consultoria em finanças pessoais;
- Regulação de serviços públicos e defesa da concorrência;

### Atividades Reconhecidas em Portugal
Segundo a legislação específica pertinente a Portugal sobre a atividade profissional do economista: 
- Decreto-Lei n.º 174/98 Transforma a APEC - Associação Portuguesa de Economistas, associação de direito privado, em Ordem dos Economistas, associação profissional de direito público, e aprova o respectivo Estatuto (Portugal).[39]

- Lei nº 2/2013, de 10 de janeiro de 2013. Estabelece o regime jurídico de criação, organização e funcionamento das associações públicas profissionais (Portugal).[40]

- Lei n.º 101/2015 - Primeira alteração ao Estatuto da Ordem dos Economistas, em conformidade com a Lei nº 2/2013, de 10 de janeiro de 2013, que estabelece o regime jurídico de criação, organização e funcionamento das associações públicas profissionais (Portugal)[41]
- Lei n.º 101/2015 - "Artigo 1.º - Objeto - A presente lei procede à primeira alteração ao Estatuto da Ordem dos Economistas, aprovado pelo Decreto-Lei n.º 174/98 de 27 de junho, em conformidade com a Lei n.º 2/2013, de 10 de janeiro, que estabelece o regime jurídico de criação, organização e funcionamento das associações públicas profissionais." (Portugal)

Nesse artigo 1º da Lei n.º 101/2015, contém a informação que o Decreto-Lei n.º 174/98, a Lei nº 2/2013 e a Lei n.º 101/2015, ambos estão em vigor em Portugal.

A actividade e o exercício da profissão de economista materializam-se em análises, estudos, relatórios, pareceres, peritagens, auditorias, planos, previsões, certificações e outros actos, decisórios ou não, relativos a assuntos específicos na área da ciência económica.

O exercício da profissão não depende da inscrição como membro efectivo da Ordem (Ordem dos Economistas de Portugal). Conforme o Estatuto da Ordem dos Economistas, criado pelo Anexo I da Lei 101/2015, a  inscrição na Ordem dos profissionais que exercem profissão na área das ciências económicas é facultativa. Aos profissionais da área das ciências económicas inscritos na Ordem, como seus membros efetivos, é conferido o título profissional de economista, que lhes é reservado. Só pode usar a designação de sociedade de economistas a sociedade profissional que se encontre inscrita como membro efetivo da Ordem.

A inscrição de um profissional como membro efetivo da Ordem e de um dos seus colégios de especialidade profissional depende cumulativamente:

a) Da titularidade de uma licenciatura, mestrado ou doutoramento na área das ciências económicas, ou de um grau académico superior estrangeiro na mesma área a que tenha sido conferida equivalência a um daqueles graus, ou que tenha sido reconhecido com o nível de um deles; b) Da realização de um estágio profissional de especialidade, quando obrigatório nos termos do artigo 15.º da  Lei 101/2015.

Entende-se por curso inserido na área da ciência económica os cursos superiores cuja área principal corresponda, na classificação nacional de áreas de educação e formação, às áreas de economia, de ciências empresariais e de gestão e administração e cujas áreas secundárias, a existirem, se situam nas áreas de:
1. Finanças, banca e seguros;
2. Contabilidade e fiscalidade;
3. Marketing e publicidade;
4. Matemática e estatística.

Em Portugal, atualmente há 10 439 economistas registrados na Ordem dos Economistas de Portugal. 

Para ter registro de Economista em Portugal é necessário ser titular de uma licenciatura, ou de um mestrado ou de um doutoramento na área da ciência económica e que são (art.9, n.º 3, do Estatuto): os inseridos nas áreas de educação e formação de economia, ciências empresariais, gestão e administração, finanças, bancários e seguros, contabilidade e fiscalidade, marketing e publicidade, matemática e estatística; além de preencher as orientações aprovadas pelo Conselho da Profissão (n.º 3 do art. 9, al. c) do art.44 do Estatuto). Diferentemente do Brasil que exige graduação em ciências econômicas para ter registro de economista, em Portugal qualquer formação (licenciatura, mestrado ou doutorado) na área de ciência econômica (economia, administração, gestão, ciências empresariais, marketing, contabilidade, matemática e estatística) dá direito a registro de economista na Ordem dos Economistas, contanto que o curso seja de uma instituição cadastrada na Ordem dos Economistas.

### Atividades Reconhecidas na Espanha
Na Espanha, podem se registrar como Economista no Consejo General de Economistasos espanhóis e outros cidadãos de um país da União Europeia que preencham uma das seguintes condições:
Qualquer pessoa que possua um título de Licenciatura, Bacharelado, Mestrado ou Doutorado em:
- Ciências Políticas e Econômicas (Seção de Economia);
- Ciências políticas, econômicas e comerciais (seção econômica e comercial);
- Contabilidade e Fiscalidade;
- Economia e Negócios;
- Administração e Direção de Empresas;
- Ciências atuariais e financeiras;
- Negócio;
- Técnicas de pesquisa e mercado;
- Que estão na posse do título de Intendente ou Atuário Comercial.

Estrangeiros que obtiveram a validação de seu título como equivalentes a qualquer um dos títulos indicados acima também podem se registrar desde que seu pais de origem dê reciprocidade ao exercício da profissão. Na Espanha, Administradores e Contadores também possuem registro de Economistas, sendo respectivamente Economista Empresarial e Economista Contábil ou Economista-Contador. Atualmente há na Espanha 2 874 Economistas Contábeis (ou Economistas-Contadores) e 3 190 Especialistas em Contabilidade.
Segundo o Decreto que aprovou o Estatuto Profissional de Economistas e Professores e Especialistas Comerciais, as principais funções de um economista são:
1. Administração, Organização e Gestão de Empresas;
2. Auditoria de contas;
3. Assessoria Financeira;
4. Consultoria de contabilidade;
5. Assessoria fiscal;
6. Consultoria;
7. Pesquisa e planejamento comercial, técnicas de marketing, comércio exterior;
8. Sistemas atuariais e de risco;
9. Seleção e integração de pessoal, métodos de trabalho e racionalização administrativa;
10. Processamento de dados e processamento de informações comerciais;
11. Arbitragem e processos judiciais;
12. Estudos estatísticos e documentação econômica, contábil e financeira;
13. Ensino;
14. As outras funções que lhes são conferidas pela legislação ou conferidas a elas.

## Dia do Economista
No Brasil, o dia do Economista é celebrado em 13 de agosto. O motivo é que no dia 13 de agosto de 1951, o presidente Getúlio Vargas sancionou a lei 1.411, que criou a profissão de economista no Brasil.

## Símbolos

### O símbolo do Economista e da Ciência Econômica

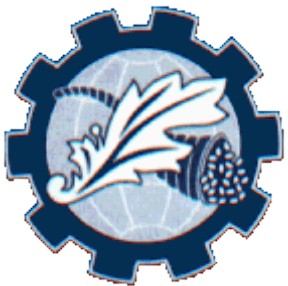
A engrenagem símbolo da Economia

Possui um globo azul representado o mundo, e a folha de acanto, planta que remete a uma época de iluminação histórica.
Um outro elemento é a cornucópia, representando fartura e abundância. através de sua mitologia e também símbolo do comércio e agricultura. A roda dentada simboliza a indústria como geradora de riqueza para os povos.

### Anel e sua Simbologia[59]
Caduceu - Símbolo de Mercúrio, deus do comércio. Bastão - Representa a força, poder e supremacia. Serpentes - Simbolizam a sabedoria. Cetro de Hermes - O cetro de Hermes, deus da alquimia, recebido de Apolo em troca de uma lira de sua invenção, representando os dois princípios contrários que devem unir-se: o enxofre e o mercúrio, o fixo e o volátil, o úmido e o seco, o quente e o frio. Duas espadas cruzadas - A oferta e a demanda, objeto de estudo do economista. Pergaminho - Numa lateral do anel, com a escrita CODEX, que quer dizer Economia. Tábua de leis - Com a legenda LEX, representa a Constituição. Capacete com duas asas - Representa a atividade e a diligência.

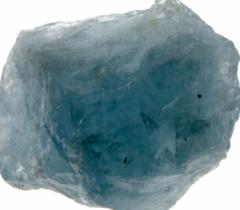
Pedra de água-marinha azul, um dos símbolos da profissão

### Pedra
A pedra que representa a Economia e está contida no anel do economista é a água-marinha azul.

### Cor
A cor do economista é o azul.